# Layou
Layou ist ein Ort auf der Insel St. Vincent, die dem Staat St. Vincent und die Grenadinen angehört. Der Ort liegt an der Westküste der Insel im Parish Saint Andrew.

## Sehenswürdigkeiten
Sehenswert ist die katholische Kirche Our Lady Queen of the Universe mit dem Wandgemälde Jesus praying on the mount von Sr. Marissa Beriña DM.